# Hans Strache

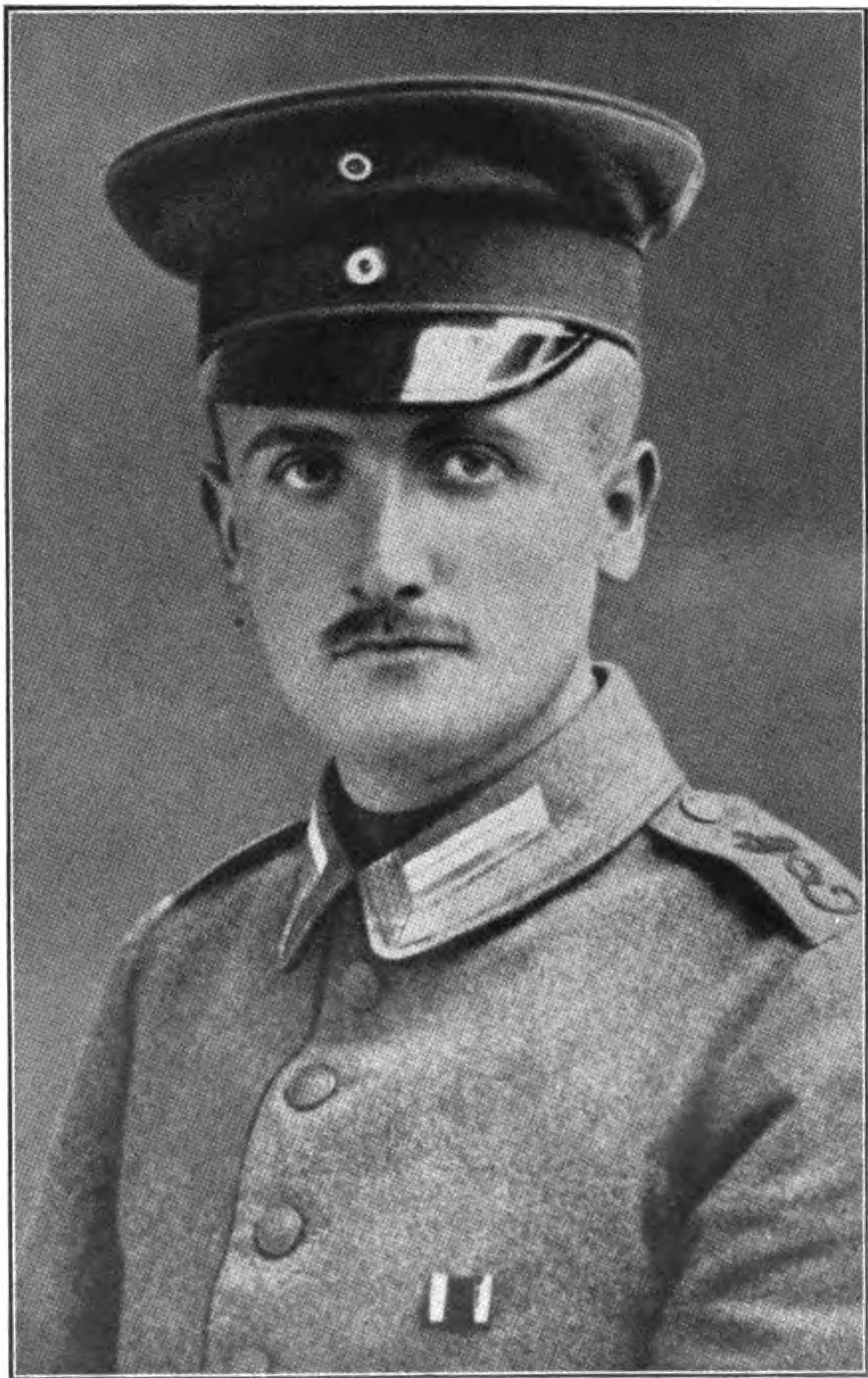
Hans Strache

Hans Strache (* 28. September 1886 in Bernau bei Berlin; † 16. November 1917 in Orléans) war ein deutscher Klassischer Philologe und Gymnasiallehrer.

## Leben
Hans Strache, der einzige Sohn des Volksschullehrers Wilhelm Strache, besuchte bis 1905 das Friedrichs-Gymnasium zu Berlin und studierte anschließend Klassische Philologie, Philosophie und Geschichte an der Berliner Universität. Das Sommersemester 1906 verbrachte er an der Universität Marburg. In Berlin wurde er am 14. August 1909 bei Hermann Diels und Eduard Norden mit der Dissertation De Arii Didymi in morali philosophia auctoribus promoviert. Am 31. Mai 1910 legte er das Staatsexamen in den Fächern Philosophie, Latein, Griechisch und Geschichte mit Auszeichnung ab.
Von 1910 bis 1912 absolvierte Strache den Vorbereitungsdienst für das höhere Lehramt: 1910/1911 das Seminarjahr am Askanischen Gymnasium, 1911/1912 das Probejahr am Friedrichs-Gymnasium. Am 1. Oktober 1913 wurde er dort als Oberlehrer angestellt.
Seit dem 15. März 1915 nahm Strache als Grenadier des 3. Königin-Elisabeth-Garde-Grenadier-Regiments am Ersten Weltkrieg teil. Er war an der Westfront stationiert. Im Oktober 1917 geriet er schwer verwundet in französische Gefangenschaft und starb am 16. November im Krankenhaus in Orléans.
Straches Forschungsschwerpunkt war die antike Philosophie im Zeitalter des Hellenismus. Sein Buch Der Eklektizismus des Antiochus von Askalon erschien 1921 postum in der Reihe Philologische Untersuchungen (Heft 26). Eine Edition der Topik und der Schrift De sophisticis elenchis des Aristoteles wurde 1923 von Max Wallies herausgegeben.

## Schriften (Auswahl)
- De Arii Didymi in morali philosophia auctoribus. Diss. Berlin 1909, Digitalisat
- Der Eklektizismus des Antiochus von Askalon. Berlin 1921 (Philologische Untersuchungen, Heft 26)
- Aristotelis Topica cum libro De sophisticis elenchis. E schedis Ioannis Strache edidit Maximilian Wallies. Leipzig 1923